# Reserva provincial Auca Mahuida
La reserva provincial Auca Mahuida es un área natural protegida ubicada en los departamentos Pehuenches y Añelo en el noreste de la provincia del Neuquén, Argentina.
Fue creada como reserva de uso múltiple el 28 de mayo de 1996 por decreto provincial n.° 1446/1996. En 1998 la ley n.º 3603 le otorgó la categoría de «área paleontológica protegida» a un sector del sur de la reserva.

Artículo 1º. Créase el Área Natural Protegida Auca Mahuida, como reserva de Uso Múltiple -Categoría VIII, de la U.I.C.N.-, con el objeto de conservar el ecosistema, restablecer el equilibrio ecológico general y proteger muestras de los principales sistemas y procesos ecológicos a perpetuidad, en el marco de los objetivos establecidos en las normas internacionales para la conservación de la naturaleza.

Tiene una superficie de 77 020 ha. En su mayoría corresponde a tierras fiscales de jurisdicción provincial.

## Objetivos
Preservación de la biodiversidad de un área de características particulares de la patagonia extraandina, hábitat del guanaco y ecotono con gran cantidad de endemismos.

## Geografía física

### Orografía
La reserva está ubicada en las sierras de Auca Mahuida, que tienen las mayores alturas de la parte oriental del Neuquén. El área es una altiplanicie basáltica en la que se suceden cerros separados por profundos cañadones. Entre los 1750 y los 2000 m s. n. m. el relieve se configura con mesetas escalonadas cortadas por los cañadones. Se diferencian tres zonas. 
- La de los conos volcánicos, en el centro, de los cuales el principal es el volcán Auca Mahuida de 2253 m s. n. m., el punto más alto del área.
- La zona de rincones, en el sur, con cerros de pendientes abruptas que forman depresiones cóncavas, localmente llamadas rincones.
- La zona de planicie y bajos, en el norte, donde se forman lagunas pluviales.[3][4]

### Hidrografía
La región es árida, por lo cual los cursos de agua -de origen pluvial- son temporarios. El agua que desciende de los cerros culmina en cuencas cerradas en las que se acumula formando lagunas estacionales en épocas de fuertes precipitaciones, aunque también existen dos aguadas permanentes.
En el sur se encuentra la cuenca de Añelo, una depresión (el punto más bajo del área) que además de las aguas provenientes de las laderas recibe las del río Neuquén cuando presenta altas crecientes.

### Clima
La parte oriental de la provincia, donde se encuentra la reserva, presenta un clima más estable que el de la zona cordillerana. Auca Mahuida tiene las temperaturas más altas de la provincia; la media anual es de aproximadamente 14 °C, lo que corresponde a un clima templado o templado fresco; en invierno la media es de 5 °C y en verano de 22 °C; la amplitud térmica media anual es de 16 °C. La humedad es de entre 40 y 50 %, siendo menor en el este. El promedio de precipitaciones es de 130 a 150 mm anuales. El viento predominante, fuerte y seco, proviene del oeste y sudoeste, producto del encuentro de las masas de aire frío del Pacífico con las corrientes cálidas del norte y noroeste.

### Biogeografía
El área es una zona de transición entre dos sectores fitogeográficos: en zonas bajas, a menos de 1000 m s. n. m. la flora corresponde a la provincia fitogeográfica del monte y a partir de esa altura se encuentra la provincia fitogeográfica de la Payunia; además en las mayores alturas hay presencia de especies representativas de la provincia fitogeográfica altoandina.
La reserva fue declarada en 2008 área importante para la conservación de las aves (AICA) por la presencia de especies casi amenazadas (choique y cóndor andino) y fauna endémica (monjita castaña, monterita canela, yal carbonero).
Existe un proyecto del Grupo de Investigación en Ecofisiología de Fauna Silvestre (Giefas) de la Universidad Nacional del Comahue financiado por National Geographic para la creación de un corredor denominado Payunia - Auca Mahuida con el objetivo de preservar al guanaco e implementar un uso sustentable de los productos derivados de la especie. Este corredor de 50 000 km² (cinco millones de hectáreas) conectaría a la reserva Aica Mahuida con las reservas Laguna de Llancanelo y La Payunia de Mendoza.

#### Flora
La reserva alberga catorce endemismos, entre ellos, Polygala rosei, Adesmia aucaensis, Polygala spinescens, Anarthrophillum elegans y Prosopis castellanosii (mesquite), todas de la familia de las leguminosas; el arbusto espinoso Condalia megacarpa; y las plantas con flor Frankenia fischeri y Gallardoa fischeri.
Predominan las jarillas de las especies Larrea divaricata (jarilla hembra), con especies de Larrea cuneifolia (jarilla macho) y Larrea nitida (jarilla crespa); el alpataco o algarroba; la tola (Fabiana patagonica); el monte negro (Bougainvillea spinosa) y varias especies del género Schinus.
Otras especies presentes son el molle blanco, el chañar, el quelén (Monnina dictyocarpa), la brea (Cercidium praecox), la barba de chivo (Ephedra frustillata), el solupe frutero, el neneo o hierba negra, la leguminosa manca caballo (Prosopidastrum globosum), la fanerógama Chuquiraga straminea, la melosa o mata amarilla y la herbácea yaoyín o llaullín (Lycium chilense). Hay variedad de herbáceas conocidas con el nombre común «coirón», entre ellas, Festuca argentina, Poa hueca, Stipa capensis, Pappostipa ibarii y Stipa neaei. En las alturas se encuentran especies del género Calceolaria (topa topa), y Azorella, como Azorella menanthos.

#### Fauna
No hay estudios pormenorizados de la fauna local; los datos con que se cuenta son extraídos del plan de manejo de la reserva que contabiliza especies confirmadas y probables, entre ellas varias especies amenazadas y algunos endemismos.
Hay diecisiete especies de mamíferos confirmadas a las que se suman unas treinta más a confirmar. La especie característica es el guanaco, y entre otros habitan el área el choique, la mara, el chinchillón, el puma, el zorro gris y el colorado, el gato montés, el gato de los pajonales, el hurón menor, el piche, el peludo y el jabalí. 
Entre las aves se contabilizan unas 131 especies, de las cuales 64 están confirmadas. Algunas de ellas son el ñandú, la martineta, la gallareta ligas rojas y la gallareta chica; entre las rapaces hay especies de águila mora, halcón peregrino, peuco, chimango, jote cabeza roja, jote cabeza negra, ñanco, cóndor andino, halcón plomizo y halconcito colorado; hay aves acuáticas como el macá de pico grueso o zampullín de pico grueso, el biguá, la garza mora, la garza blanca, el flamenco austral, el cuervillo de cañada, la garcita blanca, la bandurria y el huala o macá grande; entre los ánades se pueden mencionar el cisne de cuello negro, el cauquén común y varias especies de patos, como el pato barcino, el pato colorado y el pato maicero.
Hay cuatro especies de anfibios -sapo argentino, sapo espinoso, escuercito y sapo de cuatro ojos- y quince especies confirmadas de reptiles más trece probables. Algunos de los reptiles en el área son las lagartijas  Liolaemus gracilis, L. austromendocinus, L. boulengeri, L. melanops, la lagartija de cola roja (Cnemidophorus longicaudus) y, en la cima del cerro (a 1300 snm) una lagartija endémica descubierta en el año 2014 y a la que se le ha dado el nombre Liolaemus sitesi y el chelco; el lagarto colorado o iguana overa, el gecko de Darwin (Homonota darwinii), el gecko salamanca (Homonota horrida), la tortuga terrestre patagónica (Chelonoidis donosobarrosi), la culebra (Liophis sagittifer), la culebra ratonera, la víbora de dos cabezas (Amphisbaena angustifrons), la falsa coral (Lystrophis semicinctus) y la culebra de las conejeras (Philodryas trilineata).

## Valor arqueológico y paleontológico
El cerro de Las Brujas, ubicado aproximadamente a 500 m de la Ruta provincial 36 y a 300 m s. n. m., y la Quebrada de la Piedra Pintada son sitios con pintura rupestre. En ellos hay pinturas y petroglifos realizados con percusión y picado, presuntamente obras de los aborígenes tehuelches. 
El sector sur de la reserva fue declarado en 1998 «área paleontológica protegida» por Decreto Provincial n.º 3603, zona donde se encuentra el sitio denominado Auca Mahuevo en el que se halló una gran concentración de fósiles de huevos de dinosaurios saurópodos. 
Para preservar la integridad de estos hallazgos no se ha divulgado la ubicación exacta, inclusive en los estudios del área publicados y mapas referenciales. 
En diversos puntos como punta Carranza, mina Auca Mahuida, puesto Retamal, Zolorza y el cerro de los Ingenieros hay vestigios de antigua actividad aborigen. Dentro de la planicie de inundación del arroyo Carranza cercana al cerro de las Brujas, a 200 m de su orilla sur, se hallaron lascas de obsidiana, cuarzo y sílice marrón y núcleos de cuarzo y sílice.

## Plan de manejo
En 1998 el Consejo de Planificación y Acción para el Desarrollo (Copade) de la provincia del Neuquén solicitó al Consejo Federal de Inversiones (CFI) la elaboración de una propuesta de plan de manejo para la reserva. El CFI contrató al Grupo de Estudios en Conservación y Manejo (GEKKO)  de la Universidad Nacional del Sur, quienes realizaron la tarea durante los años 1999 y 2000. 
El taller de trabajo se organizó con coordinadores, autoridades provinciales, ONGs, especialistas, pobladores y miembros de grupos con interés en el área. Especialistas en biología, sociología, geología, arqueología, paleontología, turismo y ciencias jurídicas realizaron un análisis regional para diagnosticar y analizar el estado de los recursos naturales y culturales, el aspecto ambiental, social, económico, productivo, jurídico y administrativo del área de influencia de la reserva.
Este plan de manejo al 2013 aún no se ha aprobado.

## Amenazas
En el área se desarrolla un proceso de desertificación debido al sobrepastoreo y la actividad de la industria petrolera. Estos dos factores más los canales de inundación que erosionan el suelo representan también un riesgo de afloramiento del material arqueológico y paleontológico que se encuentra a poca profundidad. Principalmente la actividad de extracción de hidrocarburos es una de las más relevantes en cuanto a riesgos para la conservación del área. Otros problemas que se presentan son la extracción de leña y la caza. 
En 2013 se desarrollaron las «jornadas en defensa del área protegida Auca Mahuida» por el conflicto que se presentó por el otorgamiento de licencias ambientales a una empresa petrolera que opera en el lugar, que autorizan en zonas intangibles la realización de pozos no convencionales utilizando la técnica de fractura hidráulica (fracking), incompatible con la conservación de la reserva.

## Acceso
Se llega a través de la Ruta Provincial 6 hasta la localidad de Rincón de los Sauces, y desde allí se recorren unos 35 km al sudeste. 